# Stockville
Stockville é uma vila localizada no estado americano de Nebraska, no Condado de Frontier.

## Demografia
Segundo o censo americano de 2000, a sua população era de 36 habitantes.
Em 2006, foi estimada uma população de 32, um decréscimo de 4 (-11.1%).

## Geografia
De acordo com o United States Census Bureau, a vila tem uma área de 0,7 km², totalmente cobertos por terra.

## Localidades na vizinhança
O diagrama seguinte representa as localidades num raio de 32 km ao redor de Stockville.